# إدوارد هوغلاند
إدوارد هوغلاند (بالإنجليزية: Edward Hoagland)‏ هو كاتب أمريكي، ولد في 21 ديسمبر 1932 في نيويورك في الولايات المتحدة.

## وصلات خارجية
- إدوارد هوغلاند على موقع الموسوعة البريطانية (الإنجليزية)
- إدوارد هوغلاند على موقع إن إن دي بي (الإنجليزية)